# Heteranthocidium universitas-lodziensis
Heteranthocidium universitas-lodziensis – gatunek rośliny z rodziny storczykowatych o brązowo-żółtych kwiatach opisany w 2019 roku przez dr hab. Martę Kolanowską.
Gatunek występuje na wysokości ok. 1350 m n.p.m. w Andach, w ekwadorskiej prowincji Morona-Santiago. Charakteryzuje się długim kwiatostanem złożonym, z kwiatami brązowo-żółtymi, przy czym w dolnych partiach pędu są to kwiaty sterylne, natomiast nieliczne płodne kwiaty położone są w jego szczytowej części. Od innych przedstawicieli tego rodzaju odróżniany przez budowę środkowego płatka, który jest szeroki, podzielony na dwie łatki w ⅔ długości i ma w centralnej części zgrubienie z czterema grzebieniami.